# 神戸・横浜散歩、芸備の道
- 街道をゆく > 神戸・横浜散歩、芸備の道

『神戸・横浜散歩　芸備の道』（こうべ・よこはまさんぽ げいびのみち）は、司馬遼太郎の紀行文集『街道をゆく』の第21巻。
「週刊朝日」の1979年7月20日号から10月12日号、82年10月15日号から12月24-31日号に連載された。
単行本：1983年5月発行。朝日文庫版：1988年9月20日発行

## 構成
- 第一章　芸備の道
- 第二章　神戸散歩
- 第三章　横浜散歩